# Gerhard Winkler (Epigraphiker)
Gerhard Winkler (* 2. Februar 1935 in Wien; † 19. November 2012 ebenda) war ein österreichischer Altphilologe und Althistoriker sowie Epigraphiker.

## Leben
Gerhard Winkler wurde 1958 an der Universität Wien mit der Arbeit Die Reichsbeamten von Noricum und ihr Personal promoviert. Danach schlug er eine Laufbahn als Gymnasiallehrer ein, später war er bis zu seiner Pensionierung Direktor am Oberstufenrealgymnasium Perg. Daneben betätigte sich Winkler weiter wissenschaftlich. Von besonderer Bedeutung war seine Bearbeitung der römischen Meilensteine Noricums im Rahmen des Corpus Inscriptionum Latinarum. Auf althistorischem und epigraphischem Gebiet beschäftigte sich Winkler mit der oberösterreichischen Geschichte. Als Altphilologe besorgte er in der Tradition Roderich Königs eine deutschsprachige Gesamtausgabe der Naturalis historia des älteren Plinius. Winkler erhielt den Titel Hofrat und war Vizepräsident der Oberösterreichischen Museumsverwaltung und Vorsitzender der Gesellschaft für Landeskunde.
Zu seinem 70. Geburtstag erschien 2004 ein Band des Jahrbuchs des Oberösterreichischen Museumsvereines als Festschrift und zu seinem 75. Geburtstag der Sammelband Varia Norica. Gesammelte Aufsätze 1969–2009. 1999 wurde Winkler mit der Kulturmedaille des Landes Oberösterreich, 2000 mit dem Kulturpreis des Landes Oberösterreich für Geisteswissenschaften ausgezeichnet.
Gerhard Winkler war seit seiner Studienzeit Mitglied der Verbindungen K.Ö.H.V. Pannonia Wien sowie Gründungsmitglied der K.Ö.St.V. Severina Linz, beide im ÖCV. Während seiner Tätigkeit als Gymnasiallehrer wurde er Ehrenmitglied der MKV-Verbindungen K.Ö.St.V. Sternstein in Bad Leonfelden sowie der K.Ö.St.V. Riedmark in Perg. Er wurde am Döblinger Friedhof bestattet.

## Schriften (Auswahl)
- Die Reichsbeamten von Noricum und ihr Personal bis zum Ende der römischen Herrschaft (= Sitzungsberichte der Österreichischen Akademie der Wissenschaften. Philosophisch-Historische Klasse. Band 261, Abh. 2). Böhlau, Wien u. a. 1969.
- Die römerzeitlichen Steininschriften aus Lauriacum. Museumsverein Lauriacum, Enns 1971.
- Die Römer in Oberösterreich. Oberösterreichischer Landesverlag, Linz 1975, ISBN 3-85214-106-0.
- Die römischen Straßen und Meilensteine in Noricum – Österreich (= Kleine Schriften zur Kenntnis der römischen Besetzungsgeschichte Südwestdeutschlands. Nr. 35; ebenso Itinera Romana. Band 6). Gesellschaft für Vor- und Frühgeschichte in Württemberg und Hohenzollern, Stuttgart 1985.
- mit Anne Kolb, Gerold Walser, Manfred G. Schmidt, Ulrike Jansen: Corpus Inscriptionum Latinarum. XVII: Miliaria provinciarum Raetiae et Norici. Pars IV: Illyricum et provinciae Europae Graecae. Fasc. I: Miliaria provinciarum Raetiae et Norici. De Gruyter, Berlin 2005.
- Herausgeber: Museum Lauriacum. Schausammlung „Römerzeit“: Forschungen in Lauriacum (= Forschungen in Lauriacum. Band 12 = Sonderband 1, 2 Bände). Mayer, Klosterneuburg und Wien 2006, ISBN 3-901025-65-X.